# 吉川流光
吉川 流光（よしかわ りゅう、1981年4月1日 - ）は、日本の俳優、映画プロデューサー。大阪市出身。A-train production所属。

## 人物
「逃亡者たちの家」（作・演出：高橋いさを）で舞台役者デビュー。故萩原流行の付き人を経て、舞台や映画で活躍。自主・商業の枠に捉われず、映画を中心に活動。2015年4月28日に、吉河龍から吉川流光に芸名を改名。
2022年から映画プロデューサーとしても活動中。小島彩乃と共に「A-train production」を設立し共同代表を務める。所属

## 出演

### プロデュース作品
- エグゼクティブプロデューサー作品 長編映画「ゆりに首ったけ」監督/中泉裕矢
- 企画・エグゼクティブプロデューサー作品 短編映画「朝靄」監督/川野邉修一
- 企画・エグゼクティブプロデューサー作品 短編映画「ボクには時間がある」監督/髙橋栄一
- 企画・エグゼクティブプロデューサー作品 短編映画「朔」監督/浅沼直也
- 企画・エグゼクティブプロデューサー作品 短編映画「憶えているか」監督/シェークMハリス
- 企画・エグゼクティブプロデューサー作品 短編映画「サヨナラノアト」監督/緒方一智
- アソシエイトプロデューサー作品　「思い立っても凶日」監督/野本梢
- 企画・プロデューサー作品 長編映画「アイチェルカーレ」 監督/小池匠

### 映画
- 「探偵マリコの生涯で一番悲惨な日」 監督/内田英治・片山慎三
- 「朝靄」監督/川野邉修一
- 「ボクには時間がある」監督/髙橋栄一
- 「朔」監督/浅沼直也
- 「憶えているか」監督/シェークMハリス
- 「サヨナラノアト」監督/緒方一智
- 「シマウマ」 監督/橋本一
- 「土竜の唄 香港狂騒曲」監督/三池崇史
- 「荒くれKNIGHT 激闘編」 監督/広田幹夫
- 「荒くれKNIGHT 襲名編」 監督/広田幹夫
- 「クオリア」 監督/牛丸亮[2]
- 「ゆりに首ったけ」 監督/中泉裕矢[3] ※山下徳久、藤公太、大沢真一郎とのクアドラプル主演
- 「思い立っても凶日」 監督/野本梢[4]
- 「アイチェルカーレ」監督/小池匠[5]

### ドラマ
- NHK 大河ドラマ「どうする家康」
- NTV 「HiGH&LOW SEASON2」
- WOWOW「北斗 -ある殺人者の回心-」
- TX「農家の嫁は弁護士!神谷純子のふるさと事件 簿2」

### 舞台
- 「アレキサンドル昇天~青末繁・神話の住み処」作・演出 さいふうめい 新宿紀伊国屋ホール
- 「へなちょこヴィーナズ」 演出 高橋いさを
- 「逃亡者たちの家」作・演出 高橋いさを
- 「を ん な・ 物 語 」 六本木俳優座劇場
- 「ハローグッバイ&グッバイ」作・演出 芳賀優里亜
- 劇団750cc

「HARUKA」
「KANARA」
「Dear」
- 劇屋いっぷく堂

「駆けろ!クラシックウィンド」
「カブ太が嘘をついた」
「SO SHOW天国」
「あなたが住むなら～東京タワー編～」
ほか多数